# 루리 드래곤
《루리 드래곤》(일본어: ルリドラゴン 루리도라곤[*])은 신도 마사오키에 의해 만들어진 일본의 만화 작품이다. 《주간 소년 점프》(슈에이샤)에서 2022년 28호부터 연재 중이다.
인간과 드래곤의 혼혈 여고생을 주인공으로 하는 판타지 만화이자 일상물 만화다. 신도는 2016년에 'Twin Peach'가 제109회 JUMP 트레저 신인 만화상 가작이 된 뒤, 단편 〈제냉사 렌타로의 약속〉과 단편 〈COUNT OVER〉가 《주간 소년 점프》에 게재되었지만, 연재는 본작이 처음이다.
2020년 12월 28일 발매의 《소년 점프 GIGA》 2021WINTER에서 단편이 게재된 후, 2022년 6월 13일 발매의 《주간 소년 점프》 2022년 28호에서 연재가 개시되었다. 연재 개시에 앞서 단편을 바탕으로 한 보이스코믹이, 단행본 제1권 발매에 앞서 연재판 제 1~3 화를 바탕으로 한 보이스코믹이, 각각 《주간 소년 점프》의 공식 유튜브 채널에서 공개되었다. 2022년 7월 25일, 공식 트위터 계정이 개설되어 아울러 LINE 스탬프의 판매가 개시되었다.
2022년 8월 1일, 신도의 컨디션 불량 때문에 《주간 소년 점프》 2022년 35호부터 무기한 휴재할 것을 발표했다. 《주간 소년 점프》 편집부는 "일정 기간 휴양하고 만전한 상태에서 연재가 계속되도록 회복을 도모하는 것이 좋다고 판단했습니다"라고 무기한 휴재의 이유를 설명하고 재개 시기는 지면상에서 발표한다고 말했다.
2023년 2월 2일, 일본출판판매가 발표한 〈전국 서점원이 선택한 추천 코믹 2023〉에서 1위를 획득했다.

## 줄거리
동네 학교에 다니는 고등학교 1학년인 아오키 루리는 어느 아침 일어났더니 자신의 머리에 뿔이 자라는 것을 깨닫고, 상담한 어머니의 아오키 우미로부터 자신의 아버지가 드래곤으로, 자신이 인간과 용의 혼혈임이 밝혀진다. 당황하면서도 학교에 가는 루리였지만, 수업중, 재채기 했더니 불을 토해 버려, 불로 목을 태우는 바람에 피를 토하고 쓰러져, 보건실에 옮겨져 버린다.
그 후, 통학에 대한 거부감과 불안에 빠진 루리였지만, 주위의 친족이나, 하기와라 유카나 카시로 등의 클래스메이트들의 이해도 있어, 다시 학교에 다니게 된다. 그러나, 지금까지 거리의 생활을 계속하려고 하는 루리를 살짝, 신체에서 방전해 버리는 등, 그 체질은 서서히 인간으로부터 드래곤의 것이 되어 간다.

## 등장인물
목소리는 특별한 언급이없는 한 연재판 보이스코믹의 성우.

### 아오키 가
아오키 루리(青木 瑠璃)
성우 - 오미가와 치아키
통칭 '루리'(ルリ). 인간과 용의 혼혈 여고생. 처음에 불을 토했을 때에는, 불로 목을 태웠기 때문에 피를 토해 버리지만, 드래곤의 유전의 영향으로 일찍 회복, 피를 토하지 않고 불을 토할 수 있게 된다. 사람과의 교류가 약한 성격이며, 통학에 대한 거부감과 불안을 가지고 있었지만, 친족이나 클래스메이트들의 이해를 얻어 그 고민은 어느 정도 해소되어, 자신이 드래곤이 되었지만 학교에는 계속 다닐 것이라는 의사를 보여준다.
12월 28일생 15세, 혈액형 O형, 신장 151센티미터(뿔 제외). 잠버릇이 나빠 아침에 일어나면 이불의 상하가 반대로 되어 있는 것이 고민이다.
아오키 우미(青木 海)
성우 - 아카호시 마이코 (단편판 보이스코믹)/나즈카 카오리
일을 맡으면서 육아를 해내는 루리의 어머니. 오사카 출신. 루리에게 뿔이 자랐을 때에는, 굉장히 다루었지만 내심 초조하고 있어, 서둘러 루리의 아버지가 사는 산 안쪽을 향해 사태의 규명에 부심한다. 또, 루리가 통학에 고민했을 때에는, 클래스메이트들에게 접촉하는 것으로 갈등이 태어나지 않도록 노력했다.
단편에서는, 루리의 뿔을 방치하고 일에 가 버리는, 루리가 보건실에 옮겨져도 맞이하러 오지 않는 등, 연재판에 비해 방임적인 언동이 눈에 띈다.
루리의 아버지
산속에 사는 용으로 루리의 아버지. 연재판에서는 우미에 의한 회상 장면만의 등장(제1권 시점). 루리에게 드래곤의 유전이 드러났다는 이야기를 우미에게 듣고 내 아이라고 기뻐하는 인간적인 감정을 가진다. 루리가 불로 목을 태우고 피를 토한 것에 대해 신체가 아직 완전히 드래곤이 아니기 때문이며, 향후 발현할 새로운 유전을 포함하여 반드시 신체가 적응해 나갈 것이라고 조언하고 우미에게 맡긴다.
단편판에서는 만나러 온 루리에게 인간과 드래곤의 아이를 만드는 법을 묻고 마치 인간의 아버지처럼 당황스러워하는 일면을 보여준다. 또, 날개를 사용해 하늘을 날 수 있어, 루리를 등에 올려 하늘을 날리는 것이 꿈이었다고 말한다.

### 학교 관계자
하기와라 유카(萩原 裕香)
통칭 '유카'(ユカ). 루리의 친구인 여학생. 사람과의 교류가 서투른 루리에 대해, 더 사람과 이야기하는 편이 좋다고 친구 만들기를 뒷받침한다. 이성에 뿔을 접하게 하는 등 루리의 놀라운 행동을 주의하는 등 학교에서 루리의 보호자적인 역할을 담당한다.
10월 21일생 15세, 혈액형 A형, 키 148센티미터. 통학로에 있는 자판기에서 닥터페퍼가 없어진 것이 고민이다.
카시로(神代)
루리의 오른쪽 옆 자리에 앉아있는 여학생. 흑발을 일부 염색한 투톤 컬러의 헤어스타일로, 루리는 카시로에 대해 서투른 의식을 가지고 있었다. 카시로도 루리에 대해 서투른 것을 느끼고 있었지만, 서투르지만 싫지 않고, 사이좋게 할 수 있다면 그렇게 하고 싶다고 밝히고, 루리의 친구가 된다. 성적이 우수하고, 학교를 쉬고 있었던 것으로 면학에 지연이 있던 루리를 서포트한다.
요시오카(吉岡)
루리 앞 자리에 앉아있는 남학생. 자리가 가까워서 이전부터 루리에게 자주 말을 걸었지만, 루리는 이성에 약했기 때문에 특히 사이가 좋은 것은 아니었다. 루리가 처음 불을 토했을 때에는 후두부에 직격을 받지만 다행히 화상을 입지 않고 머리카락을 짧게 정돈할 정도로 끝냈기 때문에 루리의 사과를 받아들인다.
미야시타(宮下)
카시로의 친구인 여학생. 카시로와 함께 루리의 공부를 서포트한다.
미쿠라(三倉)
카시로의 친구인 여학생. 카시로와 함께 루리의 공부를 서포트한다.
마에다(前田)
카시로의 친구인 여학생. 루리를 무서워해 거리를 둔다.
담임 선생님
1학년 3반의 담임을 맡은 남성 교사. 루리에게서는 의욕 없는 인물로 평가되었지만, 실은 여러 사정을 입학 전에 우미로부터 들어 루리가 다시 학교에 다니게 되었을 때에는 보통과는 다른 특성을 가진 인간이 나타나는 것은 사회에서는 자주 있는 것이라고 클래스메이트들에게 말한다.